# Кильмуя
Кильмуя — деревня в Шугозёрском сельском поселении Тихвинского района Ленинградской области.

## История
Посёлок Кильмуя учитывается областными административными данными с 1 января 1956 года в составе Пяльинского сельсовета Капшинского района.
С 1963 года в составе Тихвинского района.
По данным 1966 и 1973 годов деревня Кильмуя входила в состав Пяльинского сельсовета Тихвинского района.
По данным 1990 года деревня Кильмуя входила в состав Шугозёрского сельсовета.
В 1997 году в деревне Кильмуя Шугозёрской волости проживали 89 человек, в 2002 году — 96 человек (русские — 96 %).
В 2007 году в деревне Кильмуя Шугозёрского СП проживали 82 человека, в 2010 году — 72.

## География
Деревня расположена в северо-восточной части района на автодороге 41К-946 (Озровичи — Пашозеро — Шугозеро — Ганьково).
Расстояние до административного центра поселения — 20 км.
Расстояние до ближайшей железнодорожной станции Тихвин — 84 км.
Деревня находится на правом берегу реки Большая Пяльица.

## Демография
| 2007 | 2010 | 2017 |
| ---- | ---- | ---- |
| 82   | ↘72  | ↗89  |

### Национальный состав
Согласно данным Всероссийской переписи населения 2021 года в деревне проживали 87 человек, из них:
 русские — 84, армяне — 2, вепсы — 1 человек.

## Улицы
Лесная.